# 邓有志
邓有志（1931年3月—2006年3月20日），男，瑶族，湖南江华人，中华人民共和国政治人物，曾任中共湖南省委常委，湖南省政协副主席。